# ルジェ
ルジェ （Legé）は、フランス、ペイ・ド・ラ・ロワール地域圏、ロワール＝アトランティック県のコミューン。
1790年に県が設置された後、ルジェ教区はマルシュ・ブルターニュ・ポワトゥー（かつてのブルターニュ公領とポワトゥー伯領の間に広がる緩衝地帯）の一部となり、リュソン司教区の一部となった（現在はナント司教区の教区）。

## 地理
ルジェはナントの40km南にある。

県におけるルジェの位置

周辺のコミューンは、同じ県のコルクエ・シュル・ロニュ、トゥーヴォワ、ヴァンデ県のロシュセルヴィエール、レ・リュック＝シュル＝ブローニュ、サンテティエンヌ・デュ・ボワである。
1999年にINSEEがまとめた順位表によれば、ルジェは都市圏に含まれない農村型コミューンである。

## 由来
ルジェという名は、2世紀か3世紀につくられたガロ＝ローマ時代の古いドメーヌをさしている。
ガロ語ではLejaéとなる。

## 歴史

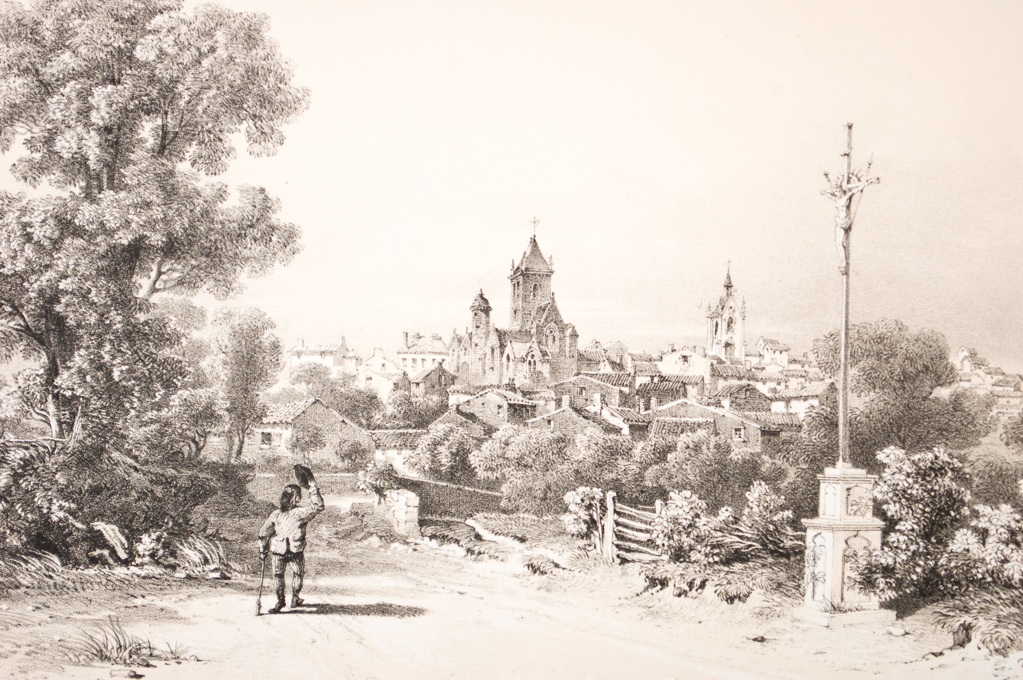
1850年頃のルジェ

ルジェ教区の名はLegiacoの名で、トゥルニュ修道院に関する文書上で1119年に記述されている。この修道院は875年に聖フィリベールの後援のもと、西フランク王シャルル2世の支援を受けて建てられている。
ルジェの領地内で、12世紀終わりか13世紀初頭に、ポワトヴァン地方の2つの修道院が創設された。ベネディクト会派でシャトー＝ドロンヌにあったサン・ジャン・ドルブスティエ修道院（1107年にアキテーヌ公ギヨームが創設）が、聖マドレーヌの後援のもと、ラ・ペランシュ小修道院を建てた。フォントネー＝ル＝コント近くにあったアウグスティノ会派のニユ・シュル・オティズ修道院は、サン・ローラン・ド・フジェール小修道院を建てた。
ルジェはかつてマルシュ・ブルターニュ・ポワトゥーの一部だった。
ルジェの領土の一部は、レ男爵領に従属していた。
ユグノーの反乱の間、ルイ13世は兵を集めて、リーズ島に向かう前にルジェに1622年4月にやってきた。ユグノー軍を率いるロアン＝スービーズ公と対決するためである。
ヴァンデ戦争のさなか、フランソワ・ド・シャレットが1793年の4月から9月までルジェに滞在していた。彼は町に本部を設置したのである。コミューンは1793年4月30日の共和国軍と王党派軍との戦いの舞台となった。シャレット軍は、ボワギュイヨン将軍配下の600人の兵士たちを敗走させた。1794年のヴァンデ戦闘員に対する『秩序回復』の間、多くの住民たちが共和国軍の地獄部隊に虐殺された。同年の2月10日、フロラン・ジョゼフ・デュケノワ将軍率いる共和国軍がシャレットに勝利した。
1861年6月18日の法令によって、ルジェはリュック・シュル・ブローニュやグランランドの面積の一部を獲得した。ロワール＝アンフェリウール県とヴァンデ県の境界を修正するためである。
1893年、ルジェはナントからのメーターゲージの鉄道路線の終着駅となった。この路線は1935年に廃止されるまでフランス狭軌鉄道会社によって運営された。同時期、駅はヴァンデ・トラムも運行されていた。

## 人口統計
| 1962年 | 1968年 | 1975年 | 1982年 | 1990年 | 1999年 | 2006年 | 2012年 |
| ------ | ------ | ------ | ------ | ------ | ------ | ------ | ------ |
| 3454   | 3521   | 3433   | 3441   | 3532   | 3588   | 3968   | 4350   |

source=1999年までLdh/EHESS/Cassini、2004年以降INSEE

## 史跡

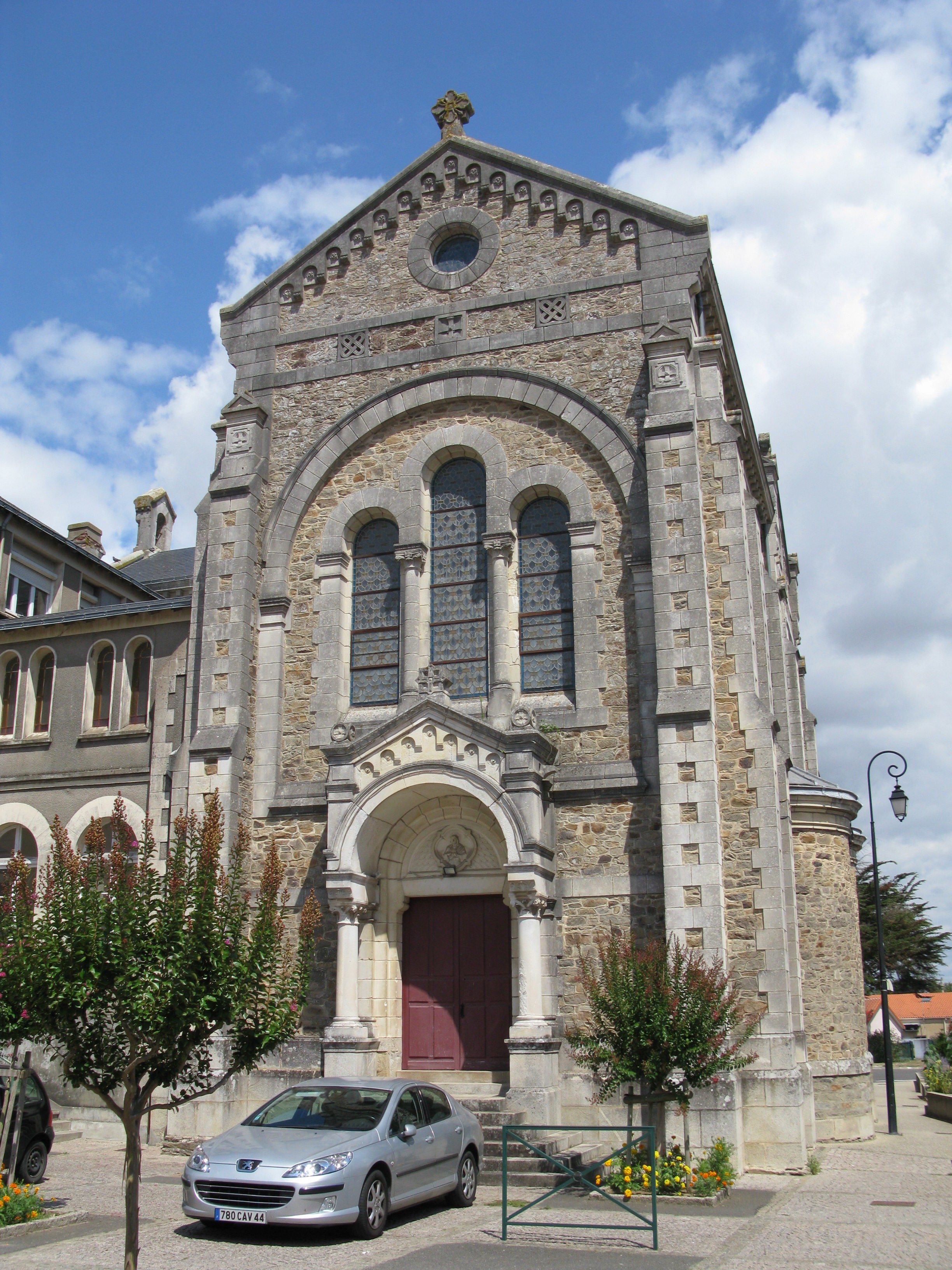
ヴィジタンディーヌ礼拝堂
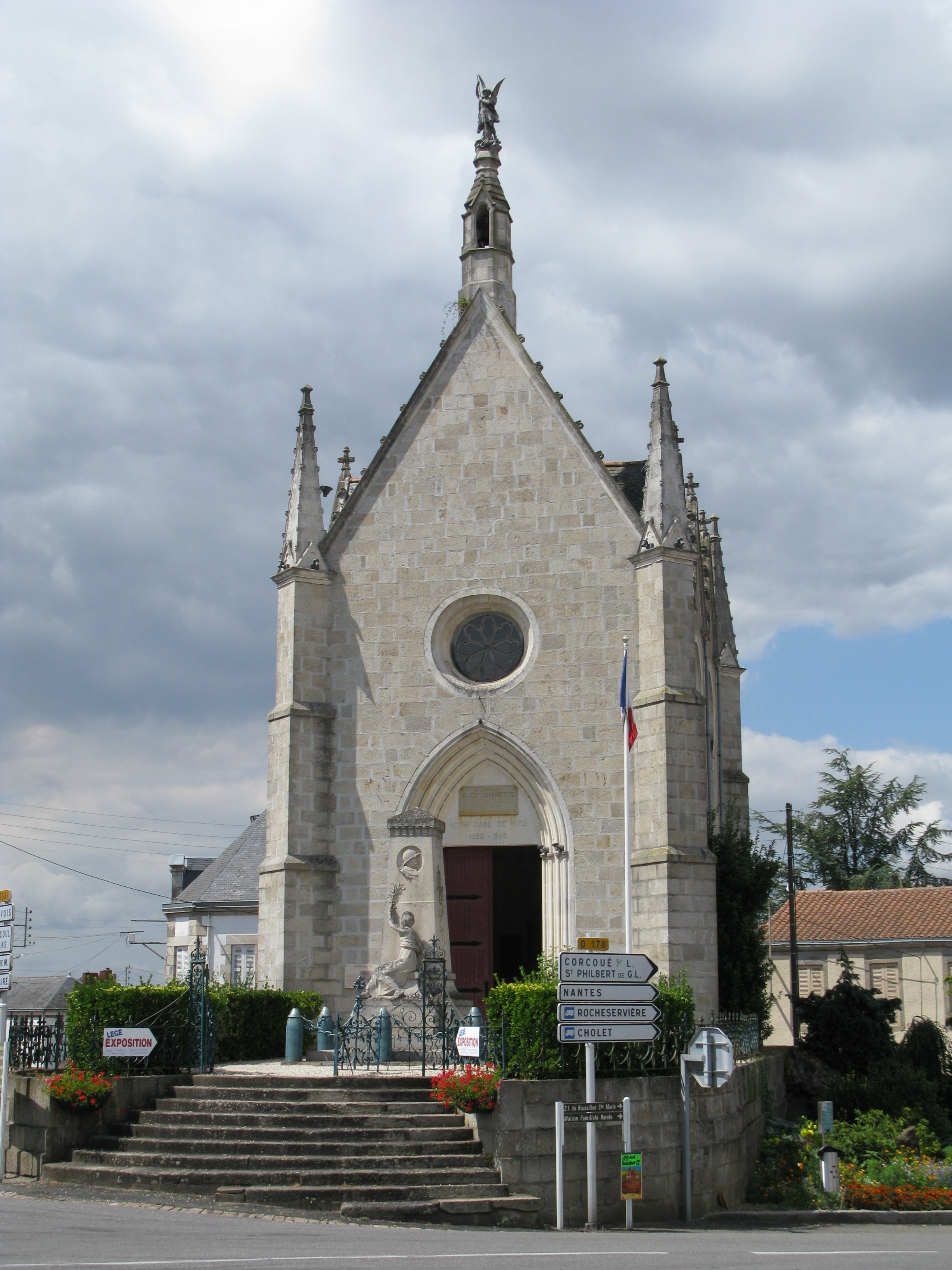
ノートルダム・ド・ピティエ礼拝堂
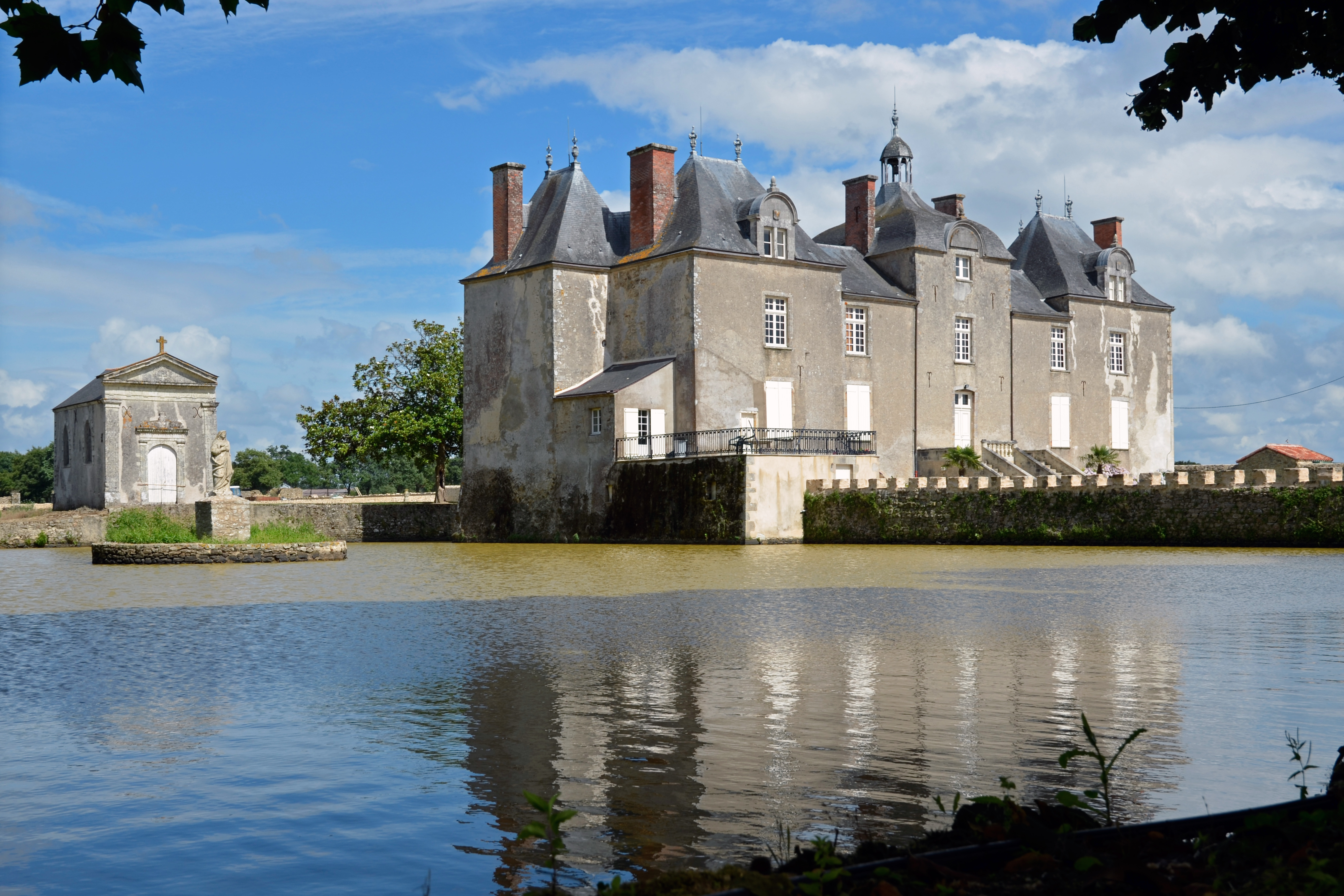
シャトー・ド・ボワ・シュヴァリエ
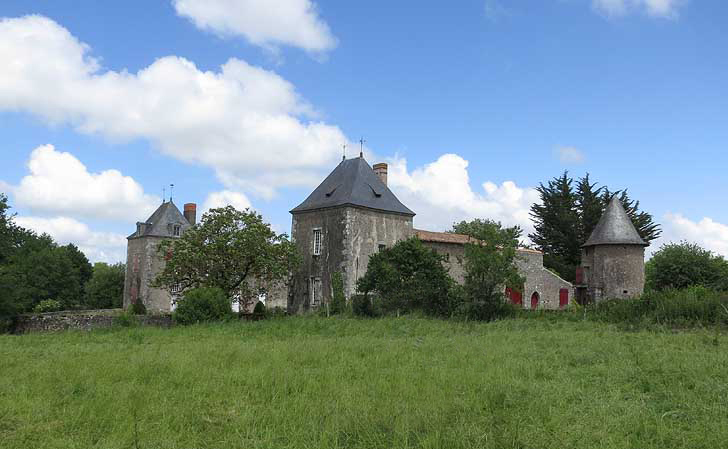
シャトー・ド・ルタイユ